# ガリア語
ガリア語（ガリアご、英：Gallic, 仏：gaulois）とは、古代ローマ時代のヨーロッパの地域ガリアで話されたケルト語派の一言語。ゴール語（Gaulish）ともいう。

## 概要
ガリア人がローマ帝国支配下に入り、征服者の言語であるラテン語が流入するとガリア語に代わってラテン語の変化した俗ラテン語（に後の古フランス語やそれにゲルマン語派が影響を与えたフランス語の元の言語）が広く使用され（これは現在のガロ・ロマンス語となっている）、ガリア語は6世紀までに死語になっていった。
通常ガリア語はケルト語派のなかのPケルト語的な言語だと考えられている。

## ガリア語の形態論
文字資料の少なさのため、ガリア語の形態論の再建は非常に困難になっている。

### 名詞の変化
ガリア語は6ないし7格の曲用をもっていた：主格、対格、属格、与格、呼格、具格／共格；処格の存在は o 幹変化のために仮定されている。
知られているかぎり、この曲用はギリシア語およびラテン語のそれを強く想起させる。

#### o 幹
o 幹はもっともよく文証されている；これはラテン語およびギリシア語の第2変化に対応する。現代のロマンス語と同様、現代のケルト語はもはや中性を有しておらず、このため多くのガリア語単語で性の確定が難しくなっている。
この変化は以下のとおりである (例：viros「男」(男性名詞)、nemeton「聖域」(中性名詞))：
|            | viros       | viros       | nemeton  | nemeton   |
|            | 単数        | 複数        | 単数     | 複数      |
| 主格       | vir-os      | vir-oi > -i | nemet-on | nemet-a   |
| 対格       | vir-on, -om | vir-us      | nemet-on | nemet-a   |
| 属格       | vir-i       | vir-on      | nemet-i  | nemet-on  |
| 与格       | vir-ui > -u | vir-obo     | nemet-ui | nemet-obo |
| 具格／共格 | vir-u       | vir-obi     | nemet-u  | nemet-obi |

-i で終わる属格は西側の印欧語 (ラテン語、ケルト語) に共通の発明と思われるが、これはまたアルメニア語においても最も一般的な属格である。期待される複数具格は -us だが、-obi の形が文証されており (messamobi, gandobi)、おそらくは古アイルランド語のようにほかの語にもとづく改修 (réfection) が行われている。

#### a 幹
a 幹変化はラテン語およびギリシア語の第1変化に対応する。これはサンスクリットに見られる -i/-ia 幹と二重になっている。後期ガリア語において、この2つの変化は融合する傾向にある。この変化は以下のとおりである (例：touta「人民」、riganîa「女王」)：
|            | touta           | touta     | riganîa   | riganîa     |
|            | 単数            | 複数      | 単数      | 複数        |
| 主格       | tout-a          | tout-as   | rigan-ia  | rigan-ias   |
| 対格       | tout-an, -en    | tout-as   | rigan-im  | rigan-ias   |
| 属格       | tout-as, -ias   | tout-anon | rigan-ias | rigan-ianon |
| 与格       | tout-ai > e > i | tout-abo  | rigan-i   | rigan-iabo  |
| 具格／共格 | tout-ia         | tout-abi  | rigan-ia  | rigan-iabi  |

#### その他の変化
その他の母音幹はほとんど文証されていないが、再建することはできる (再建形は * で示される)。ラテン語の第3変化に非常に似通った、半母音の子音幹名詞も存在する：
半母音 i/u (例：vatis「占い師」、mori「海」)：
|            | vatis         | vatis          | mori   | mori     |
|            | 単数          | 複数           | 単数   | 複数     |
| 主格       | vat-is        | vat-is < -eis  | mor-i  | mor-ia   |
| 対格       | vat-in, -im   | vat-îs         | mor-i  | mor-ia   |
| 属格       | vat-es < -eos | vat-ion        | mor-es | mor-ion  |
| 与格       | vat-e         | vat-ibo* > ebo | mor-e  | mor-ibo* |
| 具格／共格 | vat-î*        | vat-ibi* > ebi | mor-î* | mor-ibi* |

magus「少年、従僕」(男性名詞)、medu「蜂蜜酒」(中性名詞)：
|            | magus        | magus     | medu   | medu      |
|            | 単数         | 複数      | 単数   | 複数      |
| 主格       | mag-us       | mag-oues  | med-u  | med-ua*   |
| 対格       | mag-un       | mag-us*   | med-u  | med-ua*   |
| 属格       | mag-os < ous | mag-uon   | med-os | med-uon   |
| 与格       | mag-ou       | mag-uebo  | med-ou | med-uebo  |
| 共格／具格 | mag-u        | mag-uebi* | med-u  | med-uebi* |

### 動詞の活用

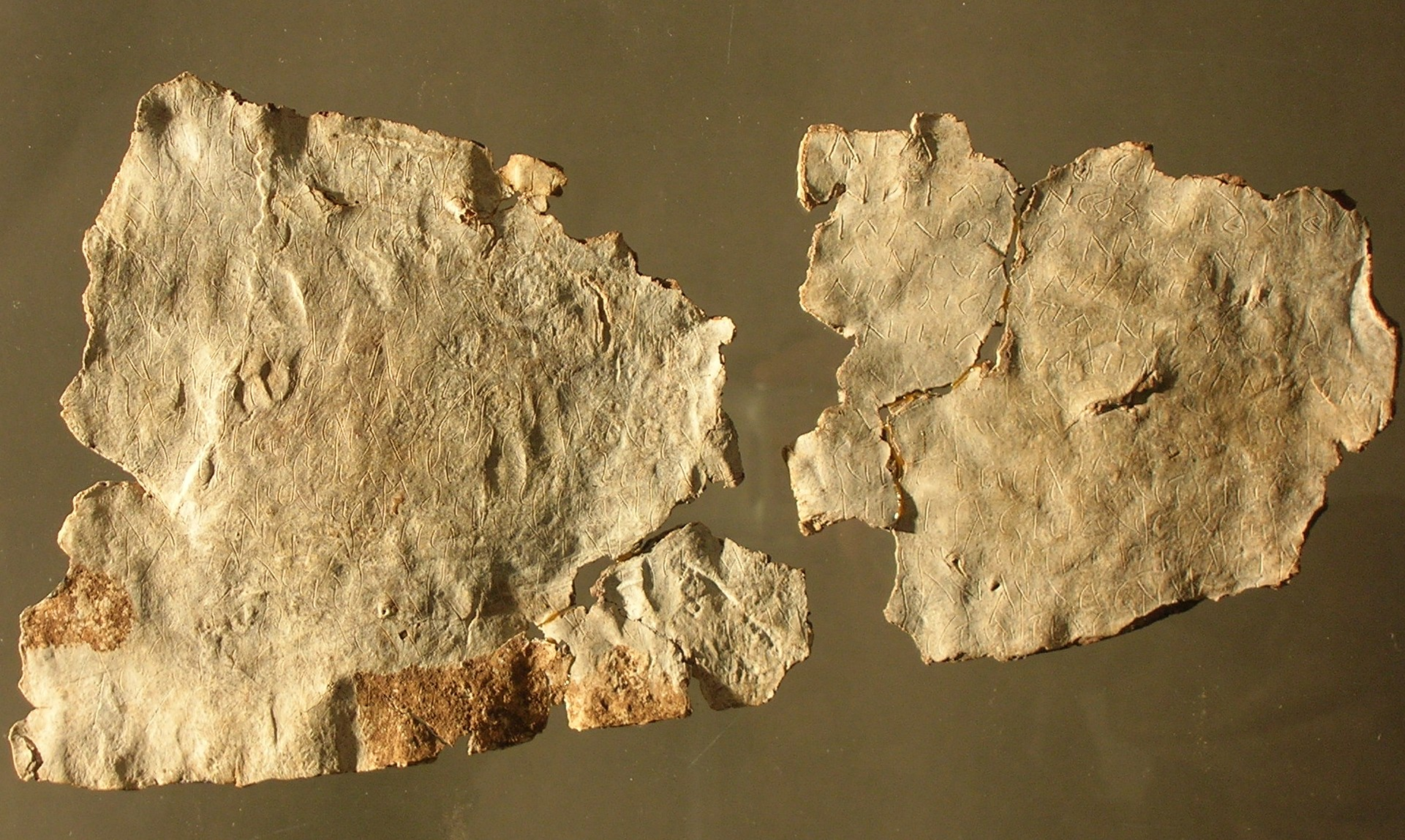
ミヨー博物館に保存されている l'Hospitalet-du-Larzac の石板。

ガリア語の動詞の活用はまだあまりわかっていない。ガリア語は古代ギリシア語のように、印欧語に共通の -mi 動詞 (非幹母音型) と -o 動詞 (母音幹型) を保っていたようである。ガリア語は古代ギリシア語と同様、5つの法 (直説法、接続法、希求法、命令法、不定法。この最後のものは動詞的名詞の形) と、少なくとも3つの時制 (現在、未来、過去) をもったであろう。

#### 不定詞
ケルト語では不定詞は欠けている。そのかわり現代ケルト語では：
- ブルトン語、コーンウォール語、ウェールズ語、マン島語は、古アイルランド語と同様、動詞的名詞 (nom verbal) と呼ばれる形の出現を見た；
- アイルランド語はこれを失った[3]。

ゲルマン語と同様、ガリア語が -an で終わる不定詞をもっていたことは考えられうる。現代ブルトン語はこの形の不定詞をもっている。

## ガリア語の統語論
ガリア語の統語論はまだほとんど知られていない。いくつかの等位接続詞と、おそらくはいくつかの関係代名詞、照応詞、指示詞は知られていた。文の語順は主語-動詞-補語であったと思われる。

## ガリア語の例
- Exucri con-exucri Glion. Aisus scrisumio uelor!　Exugri con-exugri lau　（ボルドーのマルセラスに記録された呪文）

訳：「吐き捨て、吐き捨てるツバ。アイスス（神名）、吐き捨てたい！行け、悪いもの行け」（誰かはのどのなかに止まったものがあったら、この呪文を話すべきだと書かれた。）
- LICNOS CONTEXTOS IEURU ANUALONNACU CANECO-SEDLON

訳：「リクノス・コンテクストスがアヌアロンナコスに金の玉座を捧げる」

## フランス語の基層言語として
ガリア語はフランス語の基層言語として影響を与えている。特に顕著なのは連音現象（リエゾン、アンシェヌマン、子音弱化）とアクセントの無い音節の欠落である。またuをウでなくユと発音するのもガリア語の影響と考えられる。フランス語におけるガリア語起源の統語上の習慣としては、強調を意味する接頭辞re-の使用（例えば、luire「かすかに光る」とreluire「光る」のように、ラテン語の口語における接頭辞re-は、ゴール語のro-やアイルランド語のro-と同じように使われている。）強調構文、発音を表すための前置詞変化、oui「はい」や、それに似た言葉の意味の拡がりなどが挙げられる。